# Клаукала
Клаукала (фин. Klaukkala, швед. Klövskog) је град у Финској, у јужном делу државе. Нумела је град округа Финска Нова Земља, где он са окружењем чини општину Нурмијерви. 
У Лепсама, суседном селу поред Клаукале, тренутно живи бивши Премијер Финске Матти Ванханен, али пре тога је живео у Клаукали.

## Географија
Град Клаукала се налази у јужном делу Финске. Од главног града државе, Хелсинкија, град је удаљен око 30 км северно.
Рељеф: Клаукала се сместио у југоисточном делу Скандинавије, у историјској области Финска Нова Земља. Подручје града је равничарско до брежуљкасто.
Клима у Клаукала је је континентална, мада је за ово за финске услова блажа клима због утицаја оближњег Балтика. Стога су зиме нешто блаже и краће, а лета свежа.
Воде: Поред Нумеле се налази језеро Валкјарви.

## Историја
Најраније референце на постојање села Клаукала сежу у 16. век, који је био део жупе Хелсинки. Најранији становници били су углавном тавасти. 1540-их је у Клаукали било чак 11 кућа, које су заједно чиниле пет пуних пореза: Виири, Тилкка, Гуннари, Олли, Хуитти, Сеппала и Клаука, што је била најстарија кућа у селу. 1592. године део имања Клауке створен је дељењем Милларијеве куће према домаћину, млинару Ерккију Ниилонпоики. Тако је 1600. године у Клаукали било 10 фарми и једна пустињска фарма (једна од кућа у Виири). Клаукала се спомиње 1500-их као успешно село у жупи.
Становништво Клаукале остало је нестабилно између средине 16. и 18. века. У 16. веку, становништво је остало прилично константно у раном 17. веку, али је затим почело да опада због ратова за суперсиле, све док Велика глад 1690-их није смањила становништво на око 20%. Становништво је нагло порасло прије Великог сјеверног рата, што је поново проузроковало пад становништва. Средином 18. века, међутим, становништво је знатно порасло. Нивои кућних бројева у селима пратили су процват и пуцање све до краја 17. века, након чега је број пустиња остао исти. Разлог за то је био тај што је брзи раст становништва углавном био последица становништва без држављанства, док су стари бројеви фарми остали исти и потребно је више ресурса за њихово одржавање. У другом делу 18. века, бескућничко становништво је створило потребу за колонизацијом и успостављањем сеоских кућа.
Пре 20. века, Клаукала је постала озлоглашена због масакра који се догодио 10. маја 1899. у Симоловој жетви, која је део клаукалске Али-Сеппала. У то време Карл Емил Малмелин, радник фармера, убио је секиром читаве седмочлане куће. Све у свему, инцидент је био толико ужасан да је резултирао једном од највећих људских јахти свих времена, народним бајкама, и бар две добро познате и преживјеле широке баладе. Инцидент је изазвао лошу репутацију жупе Нурмијарви због коришћења имена Мурхајарви за најзлоћудније.
Током финског грађанског рата, немачке трупе које су сарађивале са белцима у борби против Црвене гарде, освојиле су Клаукалу 19. априла 1918. године од Црвених с циљем да трупе из Хелсинкија дођу у Хеменлину.

## Становништво
Према процени из 2017. године у Клаукала је живело 17.340 становника, док је број становника општине био 42.677. 
| 1970. | 1995. | 2000.  | 2017.  |
| ----- | ----- | ------ | ------ |
| 2.671 | 9.796 | 11.170 | 17.340 |